# 永琦百貨

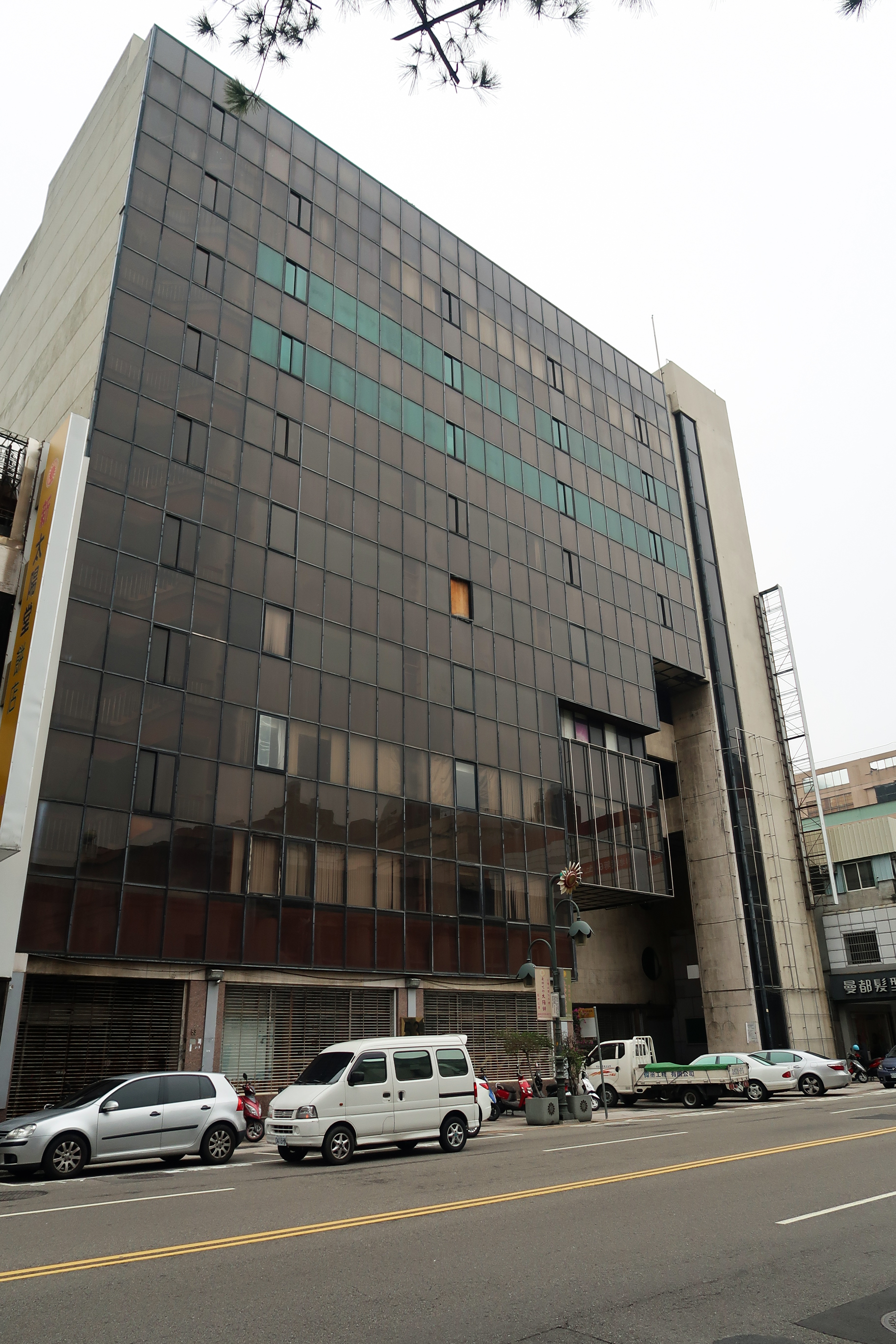
永琦百貨臺中店在1999年停止營業後，曾經由臺中市政府承租為第二辦公大樓，目前閒置中

永琦百貨事業股份有限公司，簡稱永琦百貨、永琦東急百貨，與遠東百貨、來來百貨、芝麻百貨（之後的興來、中興百貨）為臺灣1970至80年代時著名的大百貨公司，由板橋林家經營的大永興業與日本東急集團旗下的東急百貨合資成立，為臺灣第一家引進日本百貨技術的百貨公司，此外，該公司也是國內首家以「周年慶」名義作商品促販的百貨公司，由於效果相當得好，並引起許多業者跟進﹐最後變成國內百貨業者每到下半年期間重要的活動之一。後來因消費形態改變，經營不佳而於2002年結束營業。百貨部門結束營業後，旗下與日本合資的關係企業善美的超市仍繼續營業至2006年7月，為全聯實業所併購。

## 歷史
- 永琦百貨事業股份有限公司成立；
- 1977年11月29日，南京店開業。
- 1986年7月15日，臺中店開業。
- 1988年12月25日，敦化店開業。[3]
- 1996年6月30日，敦化店停止營業；自中華民國百貨企業零售協會（百貨協會）退出。
- 1999年6月15日，臺中店暫時停止營業。
- 2002年9月，南京店、臺中店及公司結束營業[4]。

## 結業前分店
| 分店   | 地址                          | 開幕           | 結束          | 簡介                                                               |
| ------ | ----------------------------- | -------------- | ------------- | ------------------------------------------------------------------ |
| 南京店 | 臺北市中山區南京東路二段6號   | 1977年11月29日 | 2002年9月     | 現為燦坤3C南京旗艦店                                               |
| 敦化店 | 臺北市大安區敦化南路一段246號 | 1988年12月25日 | 1996年6月30日 | 現已改為遠東SOGO敦化新館                                           |
| 臺中店 | 臺中市中區自由路二段63號      | 1986年7月15日  | 2002年9月     | 曾由臺中市政府承租辦公並命名「臺中市政府第二辦公大樓」，目前閒置中 |

## 外部連結
- 永琦百貨走入歷史